# Strychnos staudtii
Strychnos staudtii är en tvåhjärtbladig växtart som beskrevs av Ernest Friedrich Gilg. Strychnos staudtii ingår i släktet Strychnos och familjen Loganiaceae. Inga underarter finns listade i Catalogue of Life.